# 伊恩·麥克伊旺
伊恩·拉塞尔·麥克伊旺，CH，CBE，FRSA，FRSL（英語：Ian Russell McEwan，1948年6月21日—），英國小說家、作家，其第一本短篇小说集《最初的爱情，最后的仪式》即获得1975年毛姆文學奖，其《阿姆斯特丹》獲得布克獎肯定。

## 生平

### 早期
伊恩·麥克伊旺於1948年6月21日出生罕布夏郡奧爾德肖特，雙親是大衛·麥克尤恩和莉蓮。他的父親是蘇格蘭工人，內容主要與軍隊合作。伊恩·麥克伊旺在東亞地區（包括新加坡）、德國和北非（包括利比亞）度過了他的童年時代。他12歲的時候，全家返回英國。他曾就讀薩塞克斯大學，1970年獲得英語文學學位。伊恩·麥克伊旺也曾在東英吉利大學學習，是馬爾科姆·布拉德伯里和安格斯·威爾遜的學生，曾接受創意寫作課程。

### 作家
伊恩·麥克伊旺第一次發表的作品是短篇小說《最初的愛情，最後的儀式》（1975年），於1976年榮獲毛姆文學獎。他的第二部短篇小說集《床笫之间》於1978年出版，《水泥花园》（1978年）與《只爱陌生人》（1981年）是他最早的兩部小說，都被改編成電影。這些作品的內容使他被暱稱為「死亡伊恩」。《时间中的孩子》是1987年惠特布雷德小說獎得主，《无辜者》與《黑犬》 是麥克伊旺之後的作品。麥克伊旺還寫了兩部兒童文學，分別是《玫瑰布蘭奇》（1985年）與《梦想家彼得》（1994年）。
伊恩·麥克伊旺於1997年完成的小說《愛無可忍》深受評論家喜愛，雖然沒有入圍布克獎。《愛無可忍》後來在2004年被改編成電影。1998年，他以《阿姆斯特丹》贏得了布克獎。他的下一部小說《贖罪》（2001年）獲得了相當多的正面評價，時代雜誌列為2002年最佳小說之一，它也入圍布克獎。《贖罪》在2007年改編成電影，導演是喬·懷特，凱拉·奈特莉和詹姆斯·麥卡沃伊主演。《星期六》贏得了2005年詹姆斯·泰特·布莱克纪念奖，《在切瑟爾海灘上》（2007年）也入圍2007年布克獎。伊恩·麥克伊旺也寫了一些劇本，舞台劇，兒童小說。
《追日》於2010年3月出版，伊恩·麥克伊旺在2008年6月曾透露這本小說的進度。《追日》內容包括一位科學家，他希望拯救受到氣候變化威脅的地球。伊恩·麥克伊旺的第十二部小說《甜食》是1970年代的歷史小說，在2012年8月下旬出版。根據2012年11月《華爾街日報》的消息，《甜食》的電影版權已經出售。麥克伊旺的下一部小說與法院法官有關。
2006年，麥克伊旺被指控剽竊，從一本1977年出版的回憶錄中擷取文章當作《贖罪》（2001年）中的一段內容。麥克伊旺後來承認使用這本書作為作品的來源，但是否認抄襲的指控。有一些作家也為他辯護，包括約翰·厄普代克、馬丁·艾米斯、瑪格麗特·阿特伍德、托馬斯·肯尼利、石黑一雄，扎迪·史密斯、托馬斯·品欽。

## 榮譽
伊恩·麥克伊旺已入圍布克獎六次，並贏得1998年布克獎。《只爱陌生人》（1981年）、《黑犬》（1992年）、《贖罪》（2001年）、《星期六》（2005年）、《在切瑟爾海灘上》（2007年）都有入圍布克獎，伊恩·麥克伊旺還在2005年和2007年獲得布克國際獎的提名。
伊恩·麥克伊旺是皇家文學學會資深會員、皇家文艺學會會員、美國藝術與科學學院院士。1999年，他於漢堡被授予阿爾弗雷德·特普費爾基金會設立的莎士比亞獎。他亦是一位傑出的英國人文主義協會的支持者。他在2000年被授予了大英帝國勳章。2005年，他是迪金森學院的哈羅德和埃塞爾·史特福訪問學者和作家獎第一個得主。2008年，伊恩·麥克伊旺被倫敦大學學院授予榮譽文學博士學位。2008年，《泰晤士報》將伊恩·麥克伊旺列入「1945年以來最偉大的50位英國作家」名單。
薩塞克斯大學在2012年授予麥克伊旺50週年金獎，以表彰他對文學的貢獻。麥克伊旺在2010年獲得黑爾梅里希傑出作家獎，該獎由塔爾薩圖書館信託基金設立。2011年2月20日，他被授予耶路撒冷獎。儘管出現爭議，並面臨反對以色列的壓力，他最終還是接受該獎項。

## 主要作品
- 《最初的爱情，最后的仪式》（First Love, Last Rites，短篇小說集，1975年）
- 《床笫之间》（In Between the Sheets，短篇小說集，1978年）
- 《水泥花园》（The Cement Garden，1978年）
- 《只爱陌生人》（The Comfort of Strangers，1981年）
- 《时间中的孩子》（The Child in Time，1987年）
- 《无辜者》（The Innocent，1990年）
- 《黑犬》（Black Dogs，1992年）
- 《梦想家彼得（英语：The Daydreamer (novel)）》（The Daydreamer，1994年）
- 《愛無可忍》（Enduring Love，1997年）
- 《阿姆斯特丹》（Amsterdam，1998年）
- 《贖罪》（Atonement，2001年）
- 《星期六》（Saturday，2005年）
- 《在切瑟尔海滩上》（On Chesil Beach，2007年）
- 《追日》（Solar，2010年）
- 《甜牙（英语：Sweet Tooth (novel)）》（Sweet Tooth，2012年）
- 《儿童法案（英语：The Children Act (novel)）》（The Children Act，2014年）
- 《坚果壳》（Nutshell，2016年）
- 《我这样的机器》（Machines Like Me，2019年）
- 《钢琴课》（Lessons，2022年）

## 改編
- 《贖罪》，喬·萊特（Joe Wright）導演，台北市得利影視，2007年。

## 外部連結
- 麥克伊旺官方网站（页面存档备份，存于）
- 官方blog （页面存档备份，存于）
- Guardian Books profile 2008年7月22日 （页面存档备份，存于）
- The New Yorker 2009年2月23日 （页面存档备份，存于）
- Interview with McEwan. BBC Video （页面存档备份，存于）
- Powells.com interview
- Salon.com interview 1998
- "Ian McEwan, The Art of Fiction". Paris Review. Summer 2002 No. 173（页面存档备份，存于）
- 伊恩·麥克伊旺與查爾斯·羅斯的訪談, 2007年6月1日. (Video)
- Unedited interview with Professor Richard Dawkins （页面存档备份，存于）
- Audio: Ian McEwan reading from On Chesil Beach at the 2007 Key West Literary Seminar
- Ian McEwan presents "Solar" in Barcelona, Canal-L
- McEwan, Ian. . The Guardian. 16 December 2011  [29 October 2012]. （原始内容存档于2012-01-09）.
- Podcast: Ian McEwan reading from On Chesil Beach, at the Key West Literary Seminar, 2007.